# Tour du Saint-Esprit
La tour du Saint-Esprit est un édifice du XVe siècle rattaché au  manoir de Qui-Qu'en-Grogne dans la commune de Saint-Brieuc (Côtes-d'Armor).   
Propriété de la préfecture des Côtes-d'Armor, elle est inscrit aux monuments historiques.

## Localisation
La tour du Saint-Esprit est située au 1-7, place du Général de Gaulle à Saint-Brieuc,.

## Historique
Cette tour renfermait les archives des seigneurs propriétaires du manoir de Qui-Qu'en-Grogne. En 1592, lors de La Ligue, ce manoir est livré au pillage et ses archives sont détruites.
Depuis 1905, le manoir est le siège de la direction départementale de l'Équipement (DDE).

## Architecture
La tour conserve deux escaliers en pierre.